# Moes Anthill
Moes Anthill ist das Pseudonym des Schweizer Songwriters Mario Moe Schelbert und seiner zeitgenössischen Neofolk-Band aus dem Kanton Uri. 

## Beschreibung
Ihre Musik gehört dem Genre Folk, Neofolk, Avantgarde Music, Americana und Pop an. Bisher veröffentlichte Moes Anthill drei komplett unterschiedliche Studioalben (Ornaments 2011, A Birthday Cage 2013, Oddities after the Heydays 2015) sowie ein kammermusikalisches Projekt unter dem Namen Moes Anthill String Quartet 2018. 
Moes Anthills Musik wurde durch ihre visuelle Arbeit mit Videoclips mehrfach mit Nominierungen und Auszeichnungen versehen (Solothurner Filmtage, Valsusa Filmfest). Moes Anthill spielte auf vielen Festival-Bühnen der Schweiz wie an Moon&Stars in Locarno, am Open Air St. Gallen und am Blue Balls Festival in Luzern.